# Brits (Südafrika)
Brits ist eine Stadt in der südafrikanischen Provinz Nordwest (North West). Sie ist Verwaltungssitz der Gemeinde Madibeng im Distrikt Bojanala Platinum.

## Geographie
2011 hatte Brits 25.604 Einwohner, das westlich angrenzende Township Oukasie hatte 27.907 Einwohner. etwa die Hälfte von ihnen im westlich gelegenen. Das Viertel südlich des Bahnhofs heißt Primindia und war zur Zeit der Apartheid Indern vorbehalten. Brits liegt westlich von Tshwane – 55 Kilometer von Pretoria entfernt – und damit im Osten der Provinz Nordwest.
Brits liegt nördlich der Magaliesberge. Der Crocodile River, der im südlich gelegenen Hartbeespoort Dam aufgestaut wird, umfließt Brits unmittelbar westlich Richtung Norden. Er ist ein Quellfluss des Limpopo.

## Geschichte
1840 wurde die Farm De Kroon von einem Buren angelegt. 1906 wurde der heutige Bahnhof Brits auf der Farm des Johan Nicolaas Brits errichtet. 1923 erhielt Brits Gemeindestatus.

## Wirtschaft und Verkehr
Brits ist ein landwirtschaftliches Zentrum, dessen Umgebung vom Hartbeespoort Dam aus bewässert wird. Zugleich ist es bekannt für seine Schwerindustrie. Alfa Romeo South Africa produzierte hier von 1973 bis 1985 Kraftfahrzeuge. Auch werden um Brits Platin und Vanadium gefördert, letzteres unter anderem in der Vametco Mine.
Brits liegt an der Straße R511, die Thabazimbi im Nordwesten und Sandton im Südosten verbindet. Ferner liegt die Stadt an der R512, die nach Randburg im Süden führt, sowie der R566, die Ga-Rankuwa im Osten mit der National Route 4 verbindet, die in Ost-West-Richtung südlich an Brits vorbeiführt.
Brits hat einen Bahnhof an der Strecke Pretoria–Thabazimbi, die im Güterverkehr bedient wird. Eine weitere im Güterverkehr betriebene Strecke führt von Brits nordwärts nach Beestekraal. Der Brits Airfield (ICAO-Code FABS) liegt nordwestlich der Stadt und wird nicht im Linienverkehr angeflogen. Die Startbahn ist 900 Meter lang.

## Persönlichkeiten
- Katlego Mphela (* 1984), Fußballspieler, geboren in Brits